# Kenneth Battelle
Kenneth Battelle, né le 19 avril 1927 à Syracuse dans l'État de New York et mort à Wappingers Falls dans le même État le 12 mai 2013 , est un coiffeur américain, connu pour avoir été amené à coiffer certaines des plus grandes icônes féminines du cinéma hollywoodien, dont Marilyn Monroe, Audrey Hepburn ou encore Judy Garland, mais aussi l'épouse du président John Fitzgerald Kennedy, Jacqueline Kennedy, pour qui il crée sa célèbre coupe.

## Biographie
Fils d'une famille modeste de Syracuse, il effectue plusieurs petits boulots avant de tomber sur une affiche promettant 100 $ la semaine pour quiconque s'inscrit à un cours de six mois, dispensé au sein d'une école d'esthétique. Contre l'avis de sa famille, il décroche son diplôme et commence sa carrière en coiffant des prostituées au Starlet Beauty Bar de Syracuse. À cette époque, son talent pour les coupes au carré (bob-cut) fait déjà parler de lui. Après quatre années passées au Starlet Beauty Bar, il se rend en Floride, à Miami, pour travailler dans un hôtel salon.
Le 1er juillet 1950, Kenneth arrive à New York et s'installe à Manhattan, mais se voit proposer un emploi par Elizabeth Arden à Lexington dans le Kentucky. Ne désirant pas déménager une nouvelle fois, il se rend chez Helena Rubinstein pour laquelle il travaille les cinq années suivantes. C'est là qu'il rencontre pour la première fois Jacqueline Kennedy, en 1954, cliente assidue de la société de cosmétique du même nom. Amené à coiffer la future First Lady, mariée depuis peu à John Fitzgerald Kennedy, il devient le coiffeur attitré de cette dernière qui prend goût au style de Kenneth, lequel préfère le fer à friser et les boucles naturelles aux effets de laque cartonneux et aux permanentes trop chimiques.
Au bout de cinq années de travail chez Helena Rubinstein, Kenneth Battelle est employé chez Lilly Daché, l'une des figures de la mode new-yorkaise. Il travaille à la tête de son salon, qui devient le plus célèbre de la ville. La comédienne Lucille Ball, cliente fidèle, ne tarit pas d'éloges sur le travail de Kenneth, de même que l'actrice Kay Kendall. Peu à peu, la renommée de Kenneth atteint Hollywood.
En 1958, le couturier Norman Norell (en) prend la décision d'envoyer Marilyn Monroe solliciter les services de Kenneth, après que l'usage immodéré de colorations et de permanentes sur le tournage de Certains l'aiment chaud, a fini par abîmer la chevelure de l'actrice. Kenneth s'acquitte de sa mission avec patience et talent, en utilisant une mixture blanchissante à base d'ammoniac et de peroxyde qui redonne de l'éclat aux cheveux de l’icône d'Hollywood. Par son succès, il devient le coiffeur préféré de la star, qu'il accompagne à Chicago à l'occasion de la première projection en salle de Certains l'aiment chaud, en mars 1959. Il y gagne aussi l'amitié de Monroe. Lorsqu'en 1962, la liaison de Marilyn avec le président Kennedy s'ébruite, il craint que celle-ci ne s'éloigne de son salon en raison de sa principale cliente, la First Lady. Il n'en est rien, puisque tous deux se reverront la même année, quelques semaines avant le décès de Monroe,.
L'année 1961 est marquée du sceau de la célébrité pour Kenneth. Karlys Daly Brown, éditrice du magazine féminin Glamour, lui propose d'écrire des articles dans la perspective de donner aux femmes de bons conseils pour le soin et l'entretien de leurs cheveux. Kenneth figure en couverture du magazine. La même année, à la suite de l'investiture de John Fitzgerald Kennedy à la Maison-Blanche, il est nommé Ministre de la coiffure (Secretary of Grooming) de l'administration du président des États-Unis. Il est le créateur du look de Jacqueline Kennedy, après avoir convaincu celle-ci de se laisser pousser les cheveux et d'utiliser des rouleaux, créant une coiffure bouffante emblématique. Il coiffera la First Lady quelque temps avant l'assassinat du président Kennedy le 22 novembre 1963 à Dallas.
Kenneth Battelle quitte Lilly Daché et ouvre son propre salon, sobrement baptisé Kenneth, le 4 mars 1963, sur la 54th Street de New-York. Après quelques années, il ouvre un second salon de coiffure à Atlanta en 1974. En 1986, Thomas Morrissey, un de ses employés, ouvre son propre salon de coiffure, se constituant une clientèle composée de la plupart des habitués du salon Kenneth, dont Jacqueline Kennedy, devenue Jackie Onassis depuis son mariage avec l'armateur grec Aristote Onassis en 1968. Kenneth Battelle bénéficie toutefois de la fidélité indéfectible de nombreuses personnalités féminines comme Grace Mirabella, alors rédactrice en chef du magazine Vogue. Ses affaires se poursuivent jusqu'à la destruction de son salon, ravagé par un incendie le 16 mai 1990.
N'ayant plus la possibilité de rouvrir le Kenneth après le sinistre, il décide de louer six chaises dans un salon de beauté pour y poursuivre sa carrière. C'est au Helmsley Palace Hôtel qu'il s'installe d'abord pendant deux ans, avant de déménager à l'hôtel Waldorf-Astoria.
En 2002, Kenneth Battelle choisit le styliste Kevin Lee pour être son directeur de création et lui donne pour mission de renouveler sa clientèle, en s'adressant aux nouvelles générations. Ce dernier s'attache à conserver le style de Kenneth. Il dirige le salon tandis que Kenneth continue d'y coiffer la clientèle jusqu'en 2008.
Il meurt à son domicile de Wappingers Falls, dans l’État de New-York, âgé de 86 ans.

## Distinction
En 1961, il est le premier coiffeur à recevoir un Coty Award.